# Групо Бимбо
„Групо Бимбо“ (на испански: Grupo Bimbo, S.A.B. de C.V.) е мексиканска мултинационална хранителна компания с присъствие в над 33 страни в Америка, Европа, Азия и Африка.
Компанията има 134 000 служители, 196 пекарни, 3 милиона точки за продажба, дистрибуторска мрежа с 57 000 маршрута по целия свят. Има повече от 100 марки и 13 000 продукта, включително BIMBO, Tía Rosa, Entenmann's, Pullman, Rainbo, Nutrella, Marinela, Oroweat, Sara Lee, Thomas', Arnold и Barcel.
От 2013 г. Даниел Сервиче е председател на компанията.

## История
Компанията е основана през 1945 г. от Лоренцо Сервиче, Хосе Т. Мата, Хайме Сендра, Хайме Джорба и Алфонсо Веласко. За петнадесет години, под ръководството на Даниел Сервиче, настоящият председател на борда и главен изпълнителен директор на групата, тя се утвърди като глобална пекарна компания, регистрирайки увеличение на продажбите от 4,67 милиарда щатски долара през 2004 г. до 10,712 милиарда щатски долара през 2011 г.
Първите продукти, пуснати на пазара, са голям и малък бял хляб, опакован в целофан, ръжен хляб и препечен хляб. До края на 1948 г. на пазара има девет продукта BIMBO. Линията е разширена през 1952 г. с началото на производството на Donas del Osito, заедно с нова линия сандвичи: Bimbollos, Medias Noches и Colchones.
През 1949 г. първият склад извън Мексико е открит в град Пуебла. През 1956 г. заводът Bimbo Occidente в Гуадалахара започва работа, като Роберто Сервиче е първият генерален мениджър. Четири години по-късно заводът Bimbo del Norte е открит в град Монтерей, Нуево Леон.
През 2013 г. тя е деветата по големина мексиканска компания по приходи. През 2014 г. регистрира приходи от 14,1 милиарда щатски долара. Има над 138 000 служители, 165 производствени предприятия и 2,5 милиона търговски центрове, разположени в 32 страни.

## Продукти
- BIMBO
- Tía Rosa
- Entenmann's
- Pullman
- Rainbo
- Nutrella
- Marinela
- Oroweat
- Sara Lee
- Thomas'
- Arnold
- Barcel

## Дъщерни дружества
- BIMBO Bakeries USA
- BIMBO Mexico
- Barcel
- BIMBO Canada
- BIMBO China
- BIMBO Latin Sur
- BIMBO Latin Centro
- BIMBO Brasil
- BIMBO Europa
- Canada Bread Company Limited
  - Vachon Bakery
- Harvest Gold India